# Polystichum hancockii
Polystichum hancockii là một loài thực vật có mạch trong họ Dryopteridaceae. Loài này được (Hance) Diels miêu tả khoa học đầu tiên năm 1899.